# Tuncay Yılmaz
Tuncay Yılmaz (* in Izmir, Türkei) ist ein türkischer Violinist und Solist.

## Biographie
Er begann seine musikalische Ausbildung in seiner Heimatstadt Izmir und studierte danach an dem Ankara State Konservatorium. Er erhielt ein Stipendium der DAAD, mit dem er in Deutschland an der Hochschule für Musik Freiburg und an der Hochschule für Musik Saar bei Joshua Epstein studierte. Er schloss sein Studium in Deutschland mit höchster Auszeichnung als Solist ab. Nach seinem Studium spielte Tuncay Yilmaz als Solist unter anderem mit dem Salzburger Mozarteum, dem Sofia Philharmonie Orchester, dem Moscow Symphony Orchestra, dem Stuttgarter Kammerorchester, der Deutschen Radio Philharmonie Saarbrücken Kaiserslautern und dem BBC Concert Orchestra. Im Jahre 1996 wurde Tuncay Yilmaz vom Kulturministerium der Türkei zum Staatssolisten ernannt. Neben seiner Tätigkeit als Staatssolist spielt Tuncay Yilmaz im Arkas-Trio und hat bis heute zahlreiche CD-Aufnahmen eingespielt.

## Auszeichnungen
- Bester Schumann-Interpret des Louis-Spohr-Violin-Wettbewerbs
- Preis der Universität des Saarlandes für seine Darbietung des 5. Mozart’schen Violinkonzertes
- Finalist im Tibor-Varga-Wettbewerb in der Schweiz
- Finalist Felix-Mendelssohn-Bartholdy-Preis

## Instrument
Tuncay Yılmaz spielt eine sehr seltene italienische Geige von Petrus Paulus (Pietro) De Vitor aus Venedig aus dem Jahr 1731. Die Geige trägt aufgrund ihres roten Lackes und ihres lupenreinen Tones den Namen The Red Diamond.